# بغداد سنترال (مسلسل)
بغداد سنترال هو مسلسل تلفزيوني بريطاني مثير عن الجريمة تدور أحداثه في العراق وتم بثه لأول مرة عام 2020. تم الاستناد إلى رواية 2014 بواسطة إليوت كولا.

## الأحداث
بدأت أحداث قصة الفيلم في العراق عام 2003، بعد وقت قصير من الإطاحة بنظام صدام حسين، حيث ترتكز الحبكة الدرامية على مأساة وقائع حياة شرطي عراقي اسمه محسن الخفاجي يقدمه المسلسل على إنه ضابط شرطة محترف، يقوم بالتحقيق في الجرائم في مركز شرطة بغداد المركزي، وهو يحاول العثور على ابنته المفقودة سوسن. تم اعتقاله وتعذيبه عن طريق الخطأ من قبل قوات الولايات المتحدة ولكن بعد ذلك تم تجنيده من قبل شرطي بريطاني سابق، ليصبح ضابط شرطة في المنطقة الخضراء.

## الممثلون
المسلسل من تأليف ستيفن بوتشارد وإخراج أليس تروتون. كانت المنتج التنفيذي كيت هاروود.

### الممثلون الرئيسيون
- وليد زعيتر مثل دور محسن الخفاجي.[6]
- بيرتي كارفيل مثل دور معبد فرانك.[6]
- كلارا خوري مثلت دور أستاذة زبيدة راشد.[8]
- ليم لوباني مثلت دور سوسن.[8]
- توفيق برهوم.[9]
- شارلوت سبينسر.[9]
- كوري ستول مثل دور جون بارودي.[7]
- نيل ماسكل مثل دور دوغلاس إيفانز.[8]

## العرض
تم عرض بغداد سنترال لأول مرة على القناة الرابعة البريطانية في فبراير 2020. في الولايات المتحدة عُرض على قناة هولو.

## وصلات خارجية
- بغداد سنترال على موقع IMDb (الإنجليزية)
- بغداد سنترال على موقع ميتاكريتيك (الإنجليزية)
- بغداد سنترال على موقع روتن توميتوز (الإنجليزية)
- بغداد سنترال على موقع كينوبويسك (الروسية)
- بغداد سنترال على موقع ألو سيني (الفرنسية)
- بغداد سنترال على موقع قاعدة بيانات الفيلم (الإنجليزية)
- بغداد سنترال  في قاعدة بيانات الأفلام على الإنترنت (بالإنجليزية)